# زهير المارديني
زهير المارديني (1339 - 1413 هـ / 1920 - 1992 م) هو أديب صحفي ، من أهل دمشق.
هو زهير بن محمد صادق المارديني. ولد ونشأ بدمشق وعمل بالصحافة، كما أقام ببيروت.

## آثاره
- لبنان قضية ورجال
- الدور الإنساني للحضارات العربية ومواضع التزوير في التاريخ العربي
- فلسطين والحاج أمين الحسيني
- اتظنون انكم خير أمة اخرجت للناس
- شاهد على المذبحة
- اللدودان الوفد والإخوان
- الثورة الإيرانية بين الواقع والأسطورة
- أحمد الصافي النجفي
- الشيوعية بأقلام أقطابها
- الف يوم مع الحاج أمين